# Kastgrenar
Kastgrenar är ett inom friidrotten samlingsnamn för fem friidrottsgrenar nämligen kulstötning, diskuskastning, släggkastning, spjutkastning och viktkastning. Samtliga grenar utom viktkastning ingår i dag såväl vid Olympiska spel som friidrottsmästerskap både för män och för kvinnor. På grund av längderna är det bara kulstötning och viktkastning som utövas inomhus vid mästerskap.
Det gemensamma för alla fem grenar är att friidrottaren kastar eller stöter iväg ett friidrottsredskap och längden på kastet/stöten räknas som resultat. 

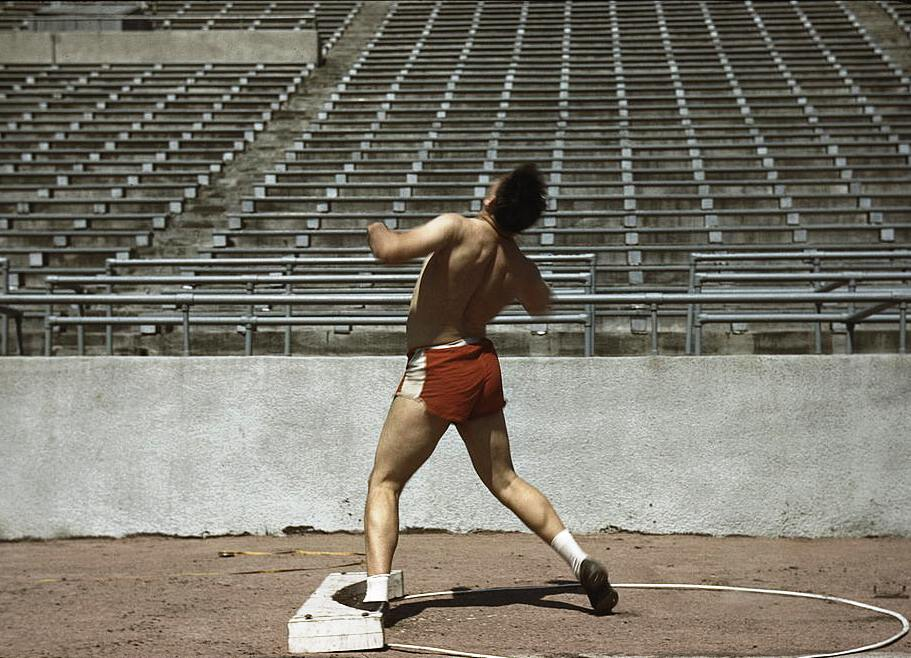
Kulstötare

Förutom som enskilda grenar ingår flera av kastgrenarna även i mångkampen. I sjukamp för damer ingår både kulstötning och spjutkastning och i tiokamp ingår kulstötning, diskuskastning och spjutkastning. För veteraner (veteranfriidrottare kan man tävla som från och med det år man fyller 35 (i Norden, internationellt gäller den dag man fyller 35 år)) finns också kastfemkamp där alla fem kastgrenarna ingår.

## Gemensamma regler
De fem grenarna skiljer sig åt men trots detta finns det några gemensamma regler vid mästerskap. Den första regeln är att både vid kastgrenar och vid hoppgrenar föregår mästerskapsfinalerna av en kvaltävling där kastaren får tre försök på sig att klara en förutbestämd gräns för att få delta i finalen. Normalt är det tolv kastare som går vidare till finalen. 
Väl i finalen får varje kastare tre försök på sig. De åtta som kastat längst av de tolv får då fortsätta med ytterligare tre kast. Ifall två kastare noterat samma resultat blir det den som gjort det bästa andra kastet som vinner. 

## Kastgrenar i OS
För herrar har kulstötning och diskuskastning funnits med på det olympiska programmet sedan starten. Släggkastning tillkom 1900 och spjutkastning 1908. För damer blev diskuskastning en gren 1928, spjutkastning 1932, kulstötning 1948 och släggkastning först 2000.

## Världsrekord
Flera av de allra äldsta och mest svårslagna världsrekorden i friidrotten finns bland kastgrenarna. På damsidan är världsrekorden i kulstötning och diskuskastning både från 1980-talet och längderna är idag långt ifrån vad någon kan nå. I både släggkastning och spjutkastning på damsidan utvecklas världsrekorden fortfarande. 
På herrsidan är världsrekorden både i diskus, slägga och kula från slutet av 1980-talet och början av 1990-talet. Efter att varit oslagbara i många år har flera kastare nu börjat närma sig rekordlängderna.
| Gren                    | Längd       | Atlet              | Land          | Stad, datum                 |
| ----------------------- | ----------- | ------------------ | ------------- | --------------------------- |
| Kulstötning - damer     | 22,63 meter | Natalja Lisovskaja | Sovjetunionen | Moskva 7 juni 1987          |
| Kulstötning - herrar    | 23,12 meter | Randy Barnes       | USA           | Los Angeles 20 maj 1980     |
| Diskuskastning - damer  | 76,80 meter | Gabriele Reinsch   | Östtyskland   | Neubrandenburg 9 juli 1988  |
| Diskuskastning - herrar | 74,08 meter | Jürgen Schult      | Östtyskland   | Neubrandenburg 6 juni 1986  |
| Släggkastning- damer    | 77,80 meter | Tatjana Lysenko    | Ryssland      | Tallinn 15 augusti 2006     |
| Släggkastning- herrar   | 86,74 meter | Jurij Sedych       | Sovjetunionen | Stuttgart 30 augusti 1986   |
| Spjutkastning - damer   | 72,28 meter | Barbora Špotáková  | Tjeckien      | Stuttgart 13 september 2008 |
| Spjutkastning- herrar   | 98,48 meter | Jan Železný        | Tjeckien      | Jena 25 maj 1996            |